# クーペ (歌手)
クーペ（Coupe、1948年4月18日 - 2020年9月2日 ）は、日本の男性歌手で元落語家。本名・外浜（本間）良介、山口県下関市出身。

## 来歴
裕福な家庭に育ち、18歳の時に上京、チャーリー石黒に弟子入りするが「お前は、歌よりも話のほうが面白い」と初代林家三平を紹介され入門。当時、サニー・クーペに乗っていて、そこから「林家クーペ」と命名。
落語をやっていたが、酒やギャンブルにのめりこむなど素行不良のため、9度も破門と再入門を繰り返し、ついには落語界から追放。妻子もあったが離婚し「落伍者」になった。
その後、離婚した妻についていった娘（ヘアメイクアーチストとなっていた）からの手紙を受け取ったことをきっかけに、それをもとにした歌詞を作り、音楽上のパートナーの女性が曲をつけ、東京都多摩市でライブハウスを経営しながら、歌手活動を開始した。
55歳で、東芝EMIから、「25年ぶりの手紙」をリリース、メジャーデビューを果たした。現在は、自らの店のほか、「50過ぎたら聞きたいライブ」として各地で活動を行い、2005年には日比谷公園の野外音楽堂でのライブも実現した。
2005年の7月ごろには脳梗塞を患い、糖尿病も患っていた彼は病気の影響で右半身が不随になり、活動も疎遠になったが林家三平の親族（励ましの手紙をもらう）、離婚した妻との間に出来た娘との和解でライブにも復帰を果たしている。
晩年は肺癌を発症し、治療を続けていたが、2020年9月2日に肺炎によって死去。72歳没。娘と音楽パートナーが看取った。
経営していたライブハウスは周囲の要望に応える形で音楽パートナーでもあった店員の女性が継続していたが、その後閉店している。

## 著書
- 無茶苦茶でござりまするがな（CD付）（2006年1月、いそっぷ社）ISBN 9784900963344
- 25年ぶりの手紙 心の奥のリアル（2007年11月、長崎出版）ISBN  978-4860952259